# Mikołaj Przedpełkowic
Mikołaj Przedpełkowic z Gostynia herbu Łodzia (zm. 1305) – wojewoda kaliski od 1286.
Był synem Przedpełka, wojewody poznańskiego, bratem Mira z Bnina, stryjem Andrzeja z Bnina.
Jego synem był Jaśko z Górki wzmiankowany w latach 1310-1324, a praprawnukiem wojewoda poznański i starosta generalny Wielkopolski Łukasz (I) Górka.